# Лемайкин, Иван Самсонович
Иван Самсонович Лемайкин (1922—1991) — капитан Рабоче-крестьянской Красной Армии, участник Великой Отечественной войны, Герой Советского Союза (1943).

## Биография
Иван Лемайкин родился 16 ноября 1922 года в селе Пермиси (ныне — Большеберезниковский район Мордовии). После окончания начальной школы работал в колхозе. В июле 1941 года Лемайкин был призван на службу в Рабоче-крестьянскую Красную Армию. С марта 1943 года — на фронтах Великой Отечественной войны, был разведчиком 120-го стрелкового полка 69-й стрелковой дивизии 65-й армии Центрального фронта. Отличился во время битвы за Днепр.
15 октября 1943 года Лемайкин в составе передовой группы переправился через Днепр в районе посёлка Радуль Репкинского района Черниговской области Украинской ССР и принял активное участие в боях за захват и удержание плацдарма на его западном берегу, лично участвовал в отражении немецких контратак, продержавшись до переправы основных сил.
Указом Президиума Верховного Совета СССР от 30 октября 1943 года за «образцовое выполнение боевых заданий командования на фронте борьбы с немецкими захватчиками и проявленные при этом мужество и героизм» красноармеец Иван Лемайкин был удостоен высокого звания Героя Советского Союза с вручением ордена Ленина и медали «Золотая Звезда» за номером 1611.
В 1944 году Лемайкин окончил курсы младших лейтенантов. После окончания войны в звании капитана он был уволен в запас. Проживал в родном селе, руководил колхозом. Умер 2 августа 1991 года, похоронен в селе Пермиси.
Был также награждён орденом Отечественной войны 1-й степени и рядом медалей.